# Sydafrika i olympiska vinterspelen 2002
Sydafrika deltog i olympiska vinterspelen 2002. Det här var Sydafrikas femte olympiska vinterspel. Sydafrikas trupp bestod av endast en idrottare; Alex Heath, 23 år, han deltog alpin skidåkning.

## Resultat

### Alpin skidåkning
- Störtlopp herrar
  - Alex Heath - 51
- Storslalom herrar
  - Alex Heath - 48
- Slalom herrar
  - Alex Heath - 27
- Kombinerad herrar
  - Alex Heath - ?